# Terra Indígena Rio Muqui
Rio Muqui/Serra da Onça é uma terra indígena na Amazônia Legal localizada nos municípios brasileiros de Alvorada d'Oeste e Urupá (estado de Rondônia), situada às margens direitas dos rios Muqui e Urupá e com divisa com a Terra Indígena Uru-Eu-Wau-Wau.
Diferente da Terra Indígena Rio Muquim Paraná/Karipuna localizada nos municípios brasileiros de Porto Velho e Nova Mamoré, também em Rondônia.

## Demarcação
Segundo a Constituição Federal do Brasil de 1988, as terras indígenas para serem regularizadas devem ser: habitadas de forma permanente; importantes para as atividades produtivas do indígena; local que preserva os recursos necessários ao seu bem-estar, e; local de reprodução física e cultural. Essas regiões são demarcadas pela Fundação Nacional do Índio (FUNAI) conforme o processo descrito no decreto 1775/1996:
1. Estudos de identificação: um antropólogo elabora estudo antropológico e coordenar o grupo técnico especializado que faz a identificação da região;
2. Aprovação da Funai: o relatório do estudo antropológico é aprovado na Funai, e publicado no máximo em 15 dias;
3. Contestações: após a publicação do relatório os interessadas tem no máximo 90 dias para manifestação;
4. Declaração dos limites: Ministro da Justiça no máximo em 30 dias declara os limites da região e, determina a demarcação física, ou desaprova a identificação oficial;
5. Demarcação física: com limites da região declarados, a Funai faz a demarcação física;
6. Homologação: a demarcação é ser submetido à presidência da República para homologar o decreto;
7. Registro: com a região demarcada e homologada, no máximo em 30 dias após a homologação, é registrada no cartório de imóveis da comarca e na Secretaria de Patrimônio da União (SPU)

## Ameaças
Em 1996, a Funai fez um estudo de dois anos na Terra Indígena Rio Muqui e também sua preservação em loco. Após finalizar esta tarefa, a pressão de madeireiros aumentou fazendo alguns índios da região fugiram para a TI Uru-Eu-Wau-Wau, resultado em uma área desmatada de 766 hectares no período 2003-2004 (43% da Terra Indígena).
É grave a situação das UCs no estado de Rondônia devido invasões. Criadas durante o Programa Polonoroeste no período 1982-1988 junto com o Banco Mundial, como o objetivo de colonização de Rondônia, do oeste do Mato Grosso e, a pavimentação da BR-364 (Cuiabá/PortoVelho). Este foi substituído pelo Planafloro - Plano Agropecuário e Florestal de Rondônia, que funcionou no período 1992-2002. Foram medidas de proteção devido o aumento da migração para a região e a pressão sobre as florestas. Porém muitas Unidades de Conservação Estaduais foram criadas sem estudo técnico e sem a articulação com órgãos como o Incra, que faz a titulação das terras dos colonos, resultando na ocupação de áreas protegidas e na abertura desordenada de estradas vicinais.

## Indígenas em Rondônia
De acordo com o programa Povos Indígenas no Brasil do Instituto Socioambiental (ISA), Rondônia é o quarto estado brasileiro onde moram mais povos indígenas, com 29 povos registrados. E de acordo com o Instituto Brasileiro de Geografia e Estatística (IBGE), em Rondônia existe 21.153 indígenas (1,25% da população do Brasil).
No programa do Instituto Socioambiental estão inseridos os seguintes etnias: Aikaná; Akuntsu; Amondawa; Apurinã; Arikapú; Aruá; Cinta Larga; Djeoromitxí; Ikolen; Karo; Karipuna; Karitiana; Kassupá; Kanoê; Kaxarari; Kujubim; Kwazá; Makurap; Migueleno; Nambikwara; Oro Win; Puruborá; Sakurabiat; Surui Paiter; Tupari; Uru-Eu-Wau-Wau; Wajuru; Wari, e; Zoró.
As etnias estão distribuídas nas seguintes áreas protegidas: Igarapé Lage; Igarapé Lourdes; Igarapé Ribeirão; Karipuna; Karitiana; Rio Mequéns; Pacaás-Novas; Rio Branco; Rio Guaporé; Roosevelt; Sagarana; 7 de Setembro; Tubarão/Latundê; Uru-Eu-Wau-Wau; Massaco; Rio Omerê; Kwazá do Rio São Pedro; Rio Negro Ocaia, e; Kaxarari.

## População Tradicional
Em 2007, os povos tradicionais foram reconhecidas pelo Governo do Brasil, através da política de desenvolvimento sustentável das comunidades tradicionais (PNPCT) que ampliou o reconhecimento feito parcialmente na Constituição de 1988, agregando os indígenas, os quilombolas e, outros povos tradicionais, a saber: ribeirinho, castanheira, catador de mangaba, retireiro, cigano, cipozeiro, extrativista, faxinalense, fecho de pasto, geraizeiro, ilhéu, isqueiro, morroquiano, pantaneiro, pescador artesanal, piaçaveiro, pomerano, terreiro, quebradeira de coco-babaçu, seringueiro, vazanteiro e, veredeiro. Aqueles que mantêm um modo de vida primordial ligado aos recursos naturais e ao meio ambiente em que vivem.